# إدوين جي. جونسون
إدوين جي. جونسون (بالإنجليزية: Edwin G. Johnson) هو سياسي أمريكي، ولد في 15 فبراير 1922 بألتونا في الولايات المتحدة، وتوفي في 6 مايو 1999 بلاس فيغاس في الولايات المتحدة. حزبياً، نشط في الحزب الجمهوري. وقد انتخب عضو مجلس نواب بنسيلفانيا.